# Castello di Rivoli
Il Castello di Rivoli è una delle residenze sabaude in Piemonte. L'edificio, incompiuto, è di interesse storico e Patrimonio dell'Umanità dell'Unesco. Si trova a Rivoli, circa 15 km a ovest di Torino, in Piemonte. Il castello ospita il Museo d'arte contemporanea del castello di Rivoli.

## Storia e descrizione
Una primitiva costruzione risale, con ogni probabilità, al IX secolo, posta a guardia sopra il piccolo rilievo collinare dietro il centro storico di Rivoli; un primo documento scritto è del 1159, in un diploma con il quale l'imperatore Federico I Barbarossa cedeva i territori rivolesi ai vescovi di Torino. Tuttavia, sul finire del XII secolo, i Savoia ne presero possesso, in quanto posizione strategica tra Torino e la Val di Susa.
Fu poi Amedeo IV di Savoia, intorno al 1245, a far costruire una vera struttura fortificata. Nel XV secolo,
vi transitò qui la Sacra Sindone, per la prima volta in Piemonte. Già in possesso dei Savoia dal 1457, la Sacra reliquia fu spesso spostata a protezione da guerre e trafugatori. La duchessa Jolanda ne ordinò una breve ostensione rivolese, prima dell'ostensione presso Pinerolo, durante la Pasqua del 1478, e il rientro del Lenzuolo a Chambéry.

### La costruzione del castello
Con il trattato di Cateau-Cambrésis del 1559, venne stabilito che il duca Emanuele Filiberto I di Savoia non potesse abitare in Torino finché non avesse avuto un erede maschio. È proprio per questo motivo che la primitiva fortificazione venne modificata e ingrandita a residenza provvisoria del duca. Il progetto di ampliamento fu dato ad Ascanio Vitozzi; tuttavia, nel 1562, il duca Testa di Ferro ebbe l'erede tanto atteso (Carlo Emanuele I), ed entrò a Torino.
Il progetto vitozziano fu ripreso e parzialmente modificato, qualche decennio dopo, da Carlo ed Amedeo di Castellamonte, ed i lavori si dissero conclusi nel 1644. Tutto il complesso fu concepito a pianta rettangolare, quindi sviluppato in altezza, partendo da un piano rialzato rispetto alla base, a sua volta sovrastato da altri due piani. Nelle stesso periodo venne realizzata la cosiddetta Manica Lunga. Si tratta di un edificio più basso e distaccato dal castello, connesso soltanto da un passaggio pedonale, molto stretto e lungo 120 metri in direzione sud-ovest-ovest. La Manica serviva come luogo di rappresentanza, pinacoteca sabauda, scuderie e alloggi per la servitù.
All'inizio del XVIII secolo, sia il castello sia la Manica vennero incendiati e saccheggiati dai francesi, a causa della guerra di successione spagnola. Dopo l'assedio del 1706, Vittorio Amedeo II di Savoia riprese il possesso dei territori e ordinò la ristrutturazione dei danni subiti, affidando dapprima i lavori ad Michelangelo Garove, che ingrandì la "Manica Lunga", poi, dopo la morte di questi, ad Antonio Bertola. Quest'ultimo seguì i cantieri ancora per tre anni, finché non intervenne Filippo Juvarra nel 1716; il celebre architetto aveva in mente un grandioso progetto, ma i lavori non furono completati. Furono finiti soltanto gli ampliamenti delle due ali simmetriche orientali, ma fu lasciata una facciata incompiuta. Nel 1730, Vittorio Amedeo II visse qui la sua pazzia: pur avendo abdicato in favore del figlio, non ne volle sapere di lasciar perdere gli affari, e cercò di spodestare Carlo Emanuele III il quale, di concerto con il suo ministro il marchese Ormea, decise di rinchiudere il padre nella residenza rivolese. Per l'occasione, l'edificio venne nuovamente modificato: furono aggiunte grate alle finestre e fu chiuso l'accesso alla Manica Lunga. Nel 1794. poi, furono eseguiti alcuni rimaneggiamenti da parte di Carlo Randoni, per un uso almeno parziale della residenza.
Nel 1863 il castello fu affittato all'amministrazione comunale rivolese, che ne fece una caserma militare, per la cifra di 2.000 lire al mese. Nel 1883 venne direttamente acquistato dal Comune di Rivoli, per la cifra di 100.000 lire. Venne qui trasferita la biblioteca civica, e vennero conservati alcuni mobili ai Savoia, mentre il resto dell'edificio rimase caserma.
La seconda guerra mondiale distrusse buona parte degli edifici: i primi interventi architettonici post-bellici furono fatti con la semplice intenzione di non far crollare definitivamente la struttura.
Nel 1946 il Castello fu adibito a Casinò Municipale. Assiduo frequentatore della roulette era Vittorio De Sica. Il Casinò chiuse dopo pochi mesi.

### La Missione del Castello di Rivoli Museo d'Arte Contemporanea
La missione del Castello di Rivoli Museo d’Arte Contemporanea è quella di promuovere la comprensione della nostra epoca attraverso l’arte e la cultura, coinvolgendo il pubblico locale e internazionale per favorire la crescita sociale e civile del territorio nel quale opera. Oltre a collezionare ed esporre opere d’arte, il Museo è un centro per la creatività, la ricerca, l’educazione e lo sviluppo della cultura soprattutto nel campo dell’arte contemporanea in una riflessione sul presente che passa attraverso una relazione dinamica col passato. Il Castello di Rivoli è inoltre un punto di riferimento per il mondo artistico, stabilendo per la prima volta in Italia il modello di un museo dedicato al contemporaneo. Con le sue esposizioni innovative e le sue radicali performance artistiche, dalla sua fondazione nel 1984, il Museo d’Arte Contemporanea si è sviluppato tenendo conto dell’unicità dell’edificio barocco che lo ospita. Progettato nel 1718 da Filippo Juvarra, il Castello è costante fonte di ispirazione per gli artisti invitati, stimolando la creazione di nuove opere pensate specificamente per la Collezione Permanente del Museo.
Agendo sia negli spazi fisici del Castello sia in quelli virtuali, come il suo sito Internet e altre piattaforme digitali, il Museo è un centro vitale per la sperimentazione, che promuove significativi artisti di più generazioni, molteplici provenienze geografiche e culturali. Il Museo dà vita a questo processo curando una coerente programmazione espositiva e di eventi pubblici che, oltre a rendere fruibile la Collezione, include l’organizzazione di mostre temporanee inedite e interdisciplinari.
Conservare ed esporre opere d’arte è un compito centrale del museo ma – da solo – non è sufficiente per le funzioni e gli obiettivi di un museo d’arte contemporanea del XXI secolo. Un’identità che si forma attraverso l’incontro e l’apertura esige infatti un rinnovamento ininterrotto, in sintonia con la rapida e profonda evoluzione della società.
Uno dei caratteri distintivi del Castello di Rivoli è l’attenzione nei confronti di diversi campi espressivi; il Museo collabora attivamente con altre istituzioni culturali ospitando rappresentazioni teatrali, concerti, rassegne cinematografiche così come seminari e conferenze. Promuove inoltre simposi e tavole rotonde dedicate ad altre discipline come la letteratura, la filosofia, la musica e ad aree quali ad esempio il restauro, la conservazione, comprendendo anche le scienze fisiche e naturali.
Operando sul territorio piemontese e in dialogo con numerose istituzioni museali italiane e internazionali, con il suo Dipartimento Curatoriale, il Dipartimento Educazione, il Centro di Ricerca, la Biblioteca, gli archivi e il centro multimediale, il Castello di Rivoli opera come imprescindibile centro di cultura artistica contribuendo alla sua diffusione, valorizzazione e studio attraverso la produzione di cataloghi e pubblicazioni di elevato valore scientifico e avanzati programmi educativi.
La Collezione include opere di proprietà del Museo, opere in deposito a lungo termine acquistate per il Museo da Fondazione per l’Arte Moderna e Contemporanea CRT, opere provenienti dalla Fondazione Rivetti e, più recentemente, dalla Collezione Cerruti. La Collezione video è stata acquistata grazie al supporto di Compagnia di San Paolo.
Il Museo ha il sostegno della Regione Piemonte, Fondazione CRT, Città di Torino, Città di Rivoli e di altri patrocinatori e benefattori.

### Villa Cerruti
Villa Cerruti, inaugurata a maggio 2019, custodisce la collezione di Francesco Federico Cerruti (Genova, 1922 – Torino, 2015), imprenditore e collezionista scomparso nel 2015 all’età di 93 anni. Quasi trecento opere di pittura e scultura che spaziano dal medioevo al contemporaneo, a cui si aggiungono circa duecento libri rari e antichi dalle legature preziose, fondi oro, e più di trecento mobili e arredi tra i quali importanti tappeti e scrittoi di celebri ebanisti.

Il Castello di Rivoli Museo d’Arte Contemporanea, grazie a un accordo firmato nel luglio 2017 con la Fondazione Francesco Federico Cerruti, è il primo museo d’arte contemporanea al mondo a includere, nelle sue collezioni, una raccolta enciclopedica del passato. L’intenzione è di creare un modello nuovo di museo in cui l’arte del passato è osservata da prospettive contemporanee innescando un dialogo tra collezioni, artisti d’oggi e i capolavori del passato.
Villa Melano
Sotto il castello, esisteva un'antica costruzione conventuale dei Ordine dei frati cappuccini risalente al XII secolo; a causa dell'occupazione napoleonica in Torino agli inizi del XIX secolo, la struttura conventuale fu poi convertita a casa signorile, di cui l'ultimo proprietario fu tal Mario Melano, che morì nel 1926. La villa fu quindi lasciata in stato di abbandono, diventando un luogo di leggende e di misteri. Venne quindi parzialmente demolita nel 2011 per fare un albergo, tuttavia non ancora realizzato.

## Galleria d'immagini

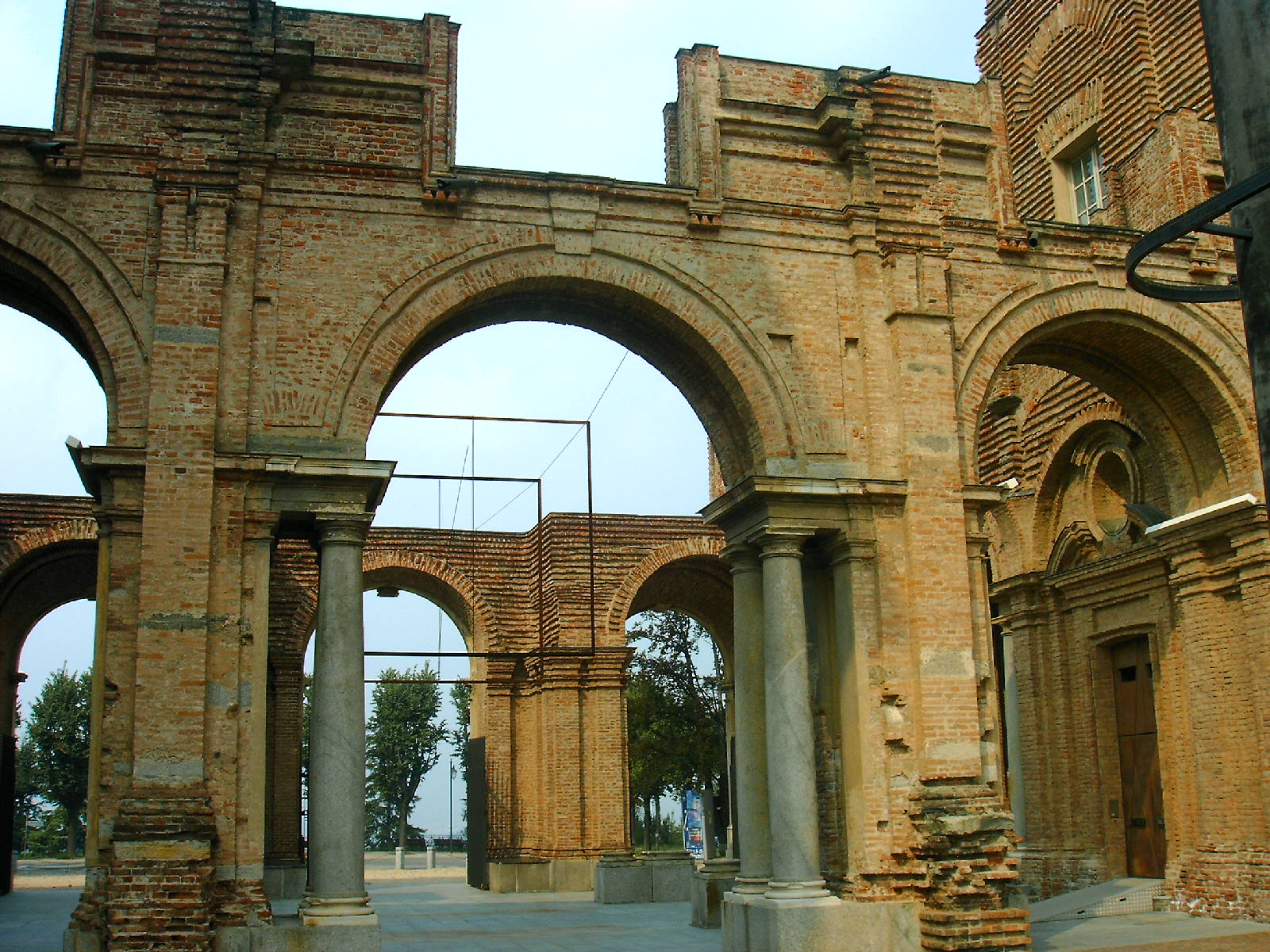
Collegamento tra sezione juvarriana e Manica Lunga
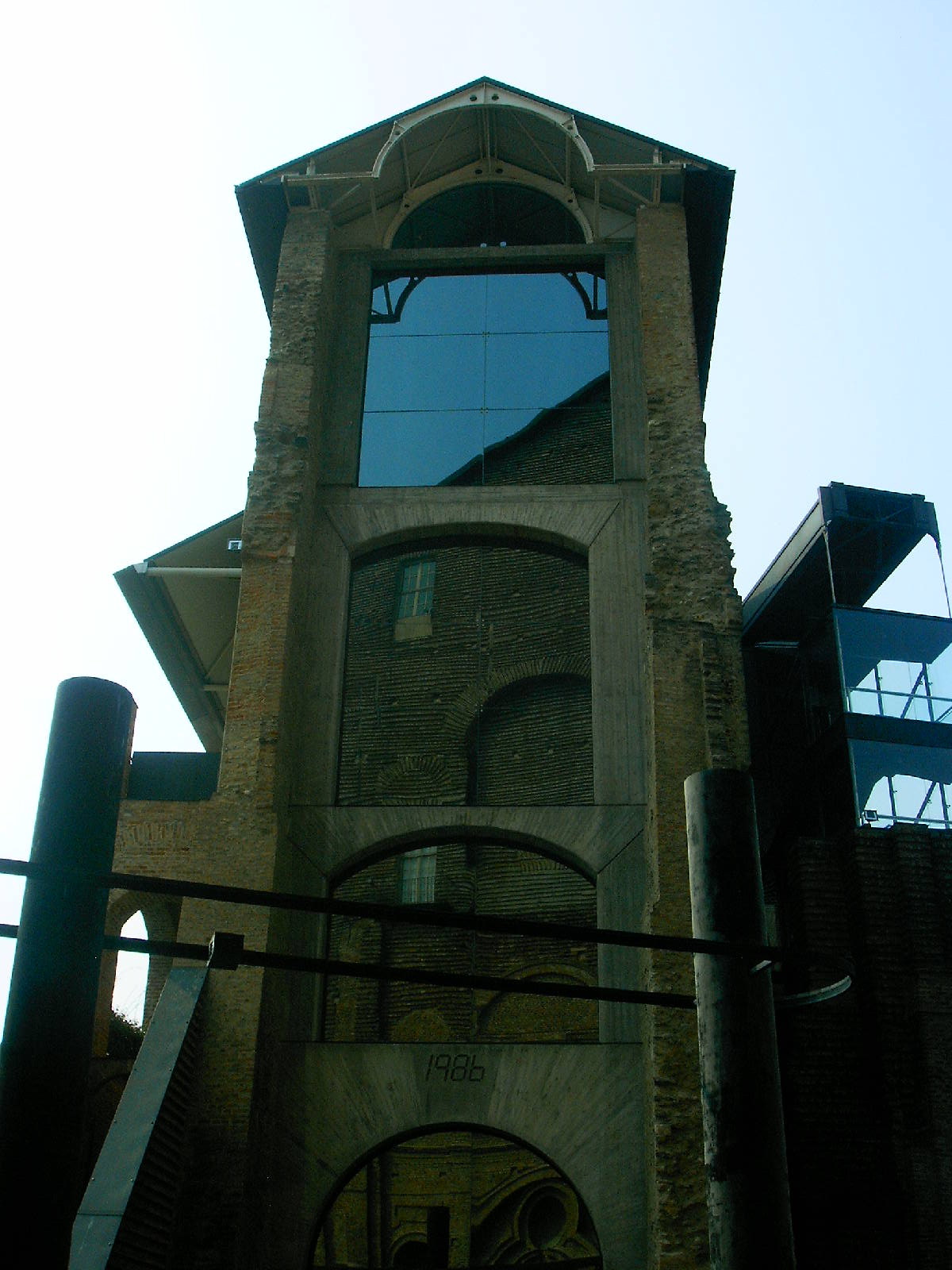
L'ingresso della Manica Lunga
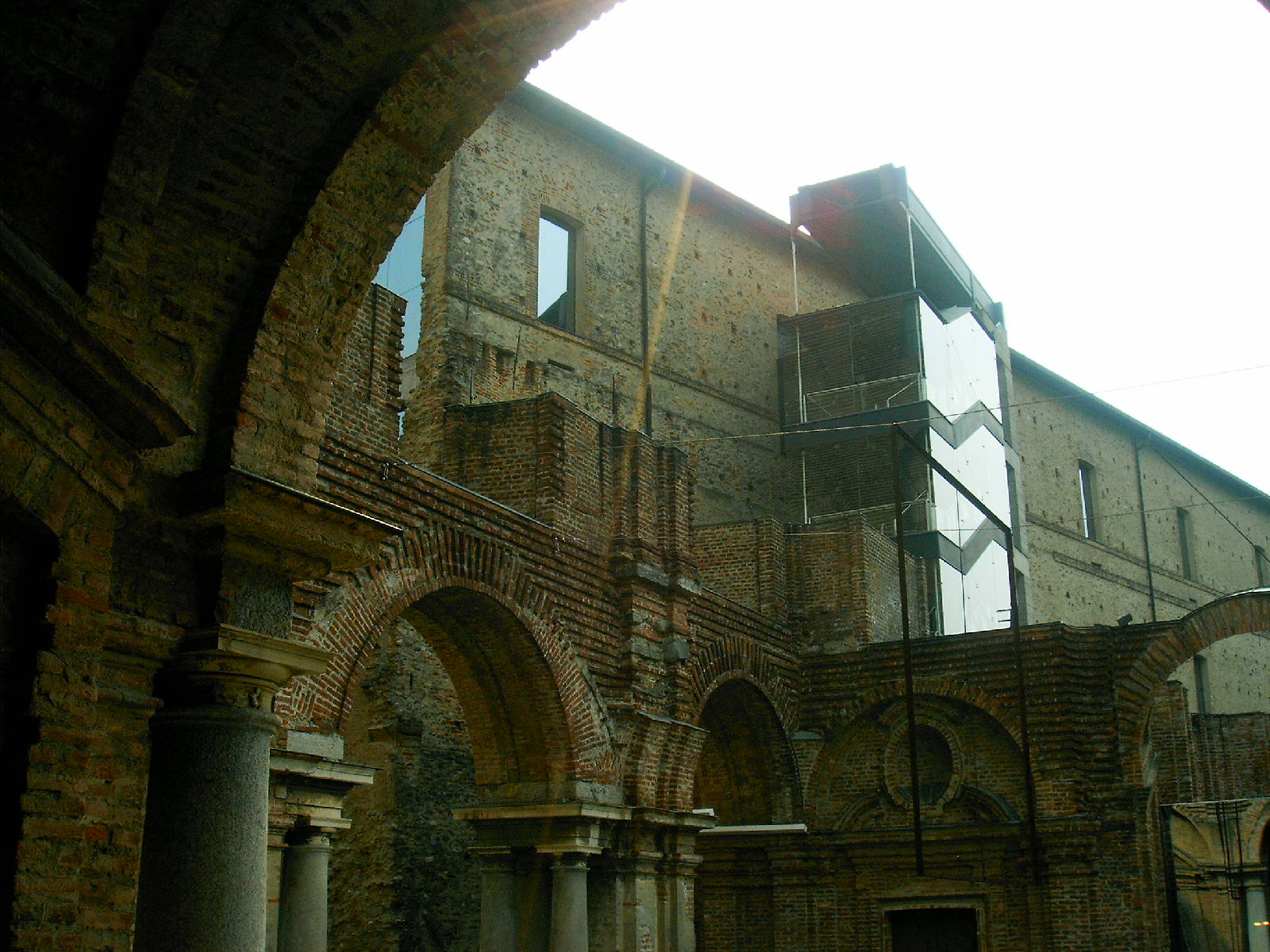
Innesti contemporanei sulla Manica Lunga
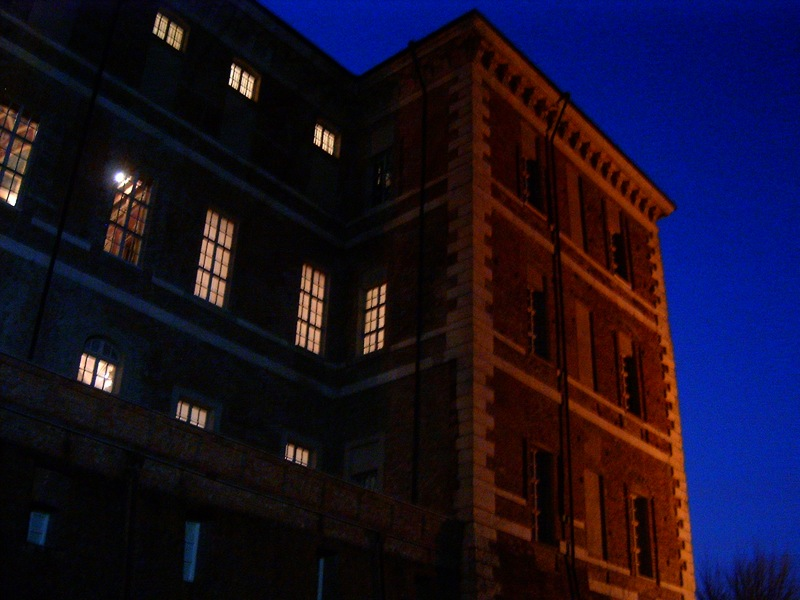
Castello di notte
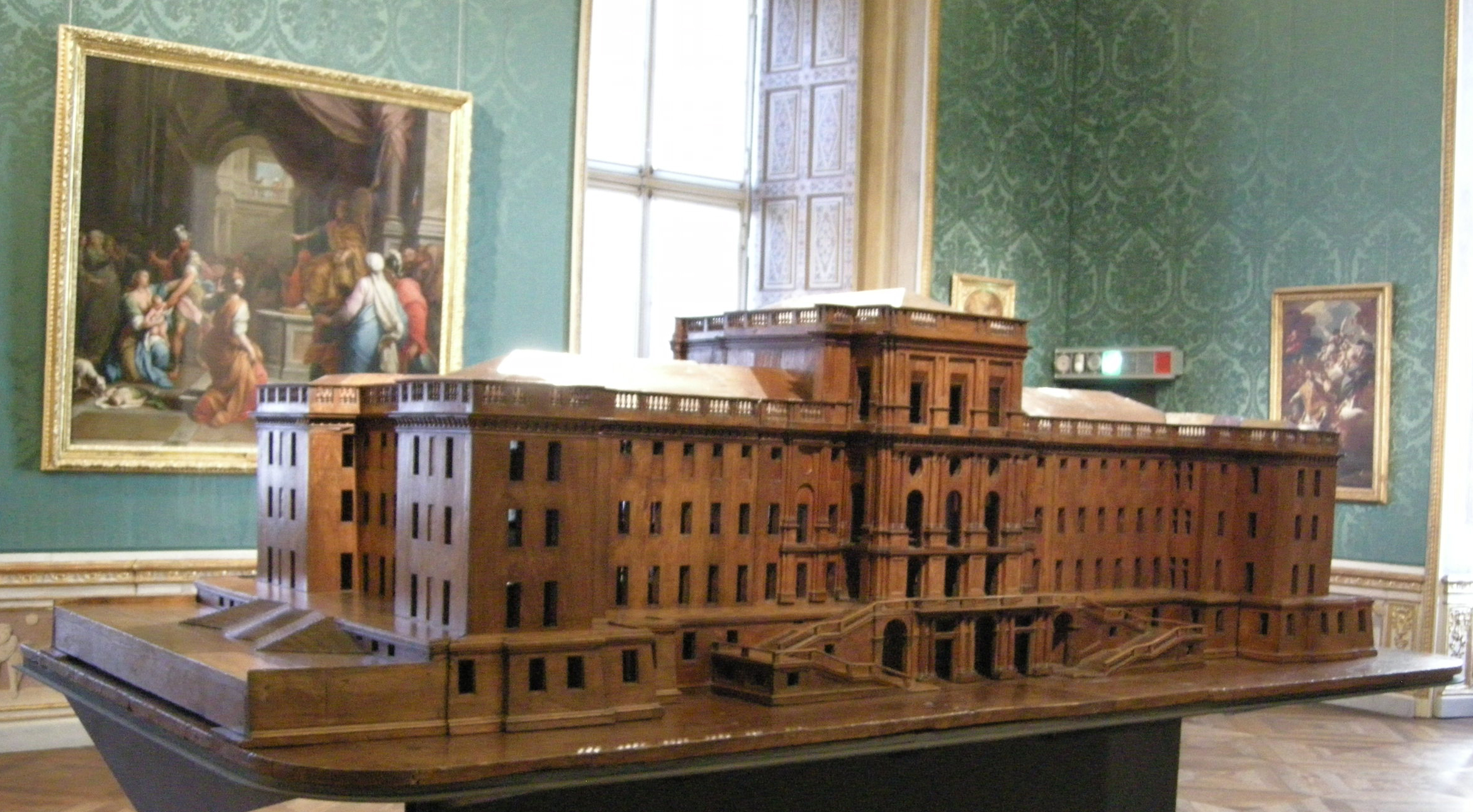
Modello ligneo del castello di Rivoli conservato presso il Museo civico d'arte antica di Torino
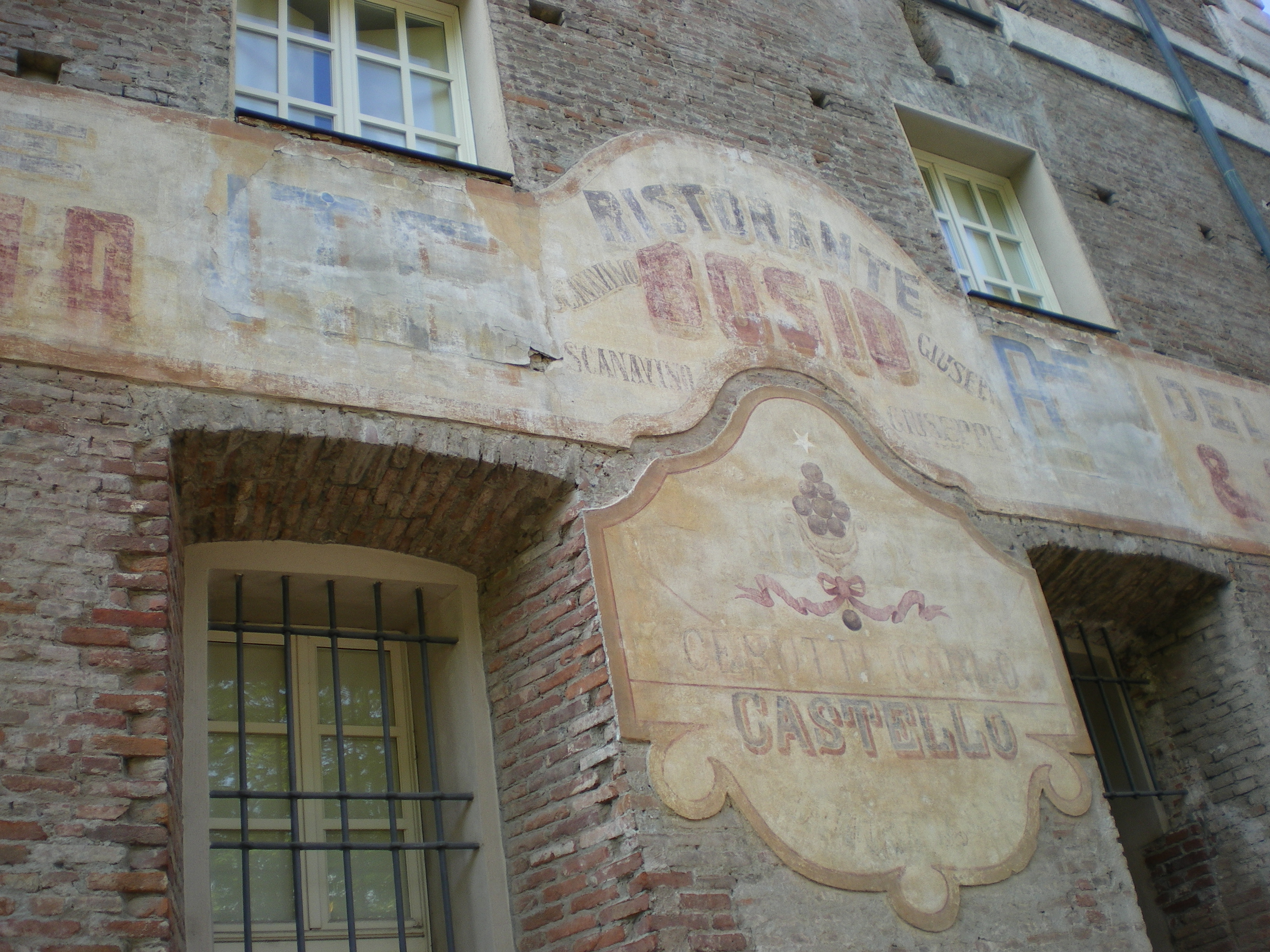
Vecchia insegna di ristorante sul muro del Castello di Rivoli

## Ubicazione
Il castello si trova a Rivoli, in piazza Mafalda di Savoia (già piazza Castello).